# 桂林寺 (宇都宮市)
桂林寺（けいりんじ）は、栃木県宇都宮市清住一丁目にある曹洞宗の寺院である。山号は松峰山。開基（創立者）は宇都宮満綱。墓地には蒲生君平の墓碑がある。

## 歴史
桂林寺は1396年（応永3年）に宇都宮家第12代当主宇都宮満綱によって建立された。
戊辰戦争(宇都宮城の戦い)の際、1868年5月11日(慶応4年4月19日)に旧幕府軍の会津藩が来襲し、当寺に放火して全てを焼き払った。同年5月15日(4月23日)には新政府軍の長州藩兵と大垣藩兵が当寺付近に山砲を並べて旧幕府軍を砲撃したという。当寺はその後再建された。
1814年（明治14年）には山陵志を著して尊王論のさきがけとなり明治天皇より遺業を讃えられた蒲生君平の遺髪が分葬され、墓碑が立てられた。太平洋戦争では7月12日の宇都宮大空襲により宇都宮市街地の大半が被災する中、当寺は戦災を免れた。

## 境内
- 本堂
  - 聖観音菩薩立像
- 講堂
- 八角観音堂 – 木造銅板本瓦葺
- 山門
  - マリア観音

### 墓地
蒲生君平の墓碑
1813年（文化10年）に江戸で没した蒲生君平は谷中の臨江寺に葬られたが、明治期に入って改葬運動が起こり、1881年（明治14年）に実家の墓所がある当寺に遺髪が分葬された。
宇都宮藩士戦死者の墓
戊辰戦争（宇都宮城の戦い）で亡くなった宇都宮藩士の墓碑。

## 文化財

### 紙本墨画淡彩 釈迦三尊十六羅漢図
表絵師家の深川水場狩野家を継いだ宇都宮池上町出身の画家、梅渓賢直（後の狩野梅春貞信）の作で、1995年（平成7年）8月22日に県の文化財に指定。
釈迦三尊像と十六羅漢像を描いたもの。上部には、正面向きの釈迦如来像を中心に、右に文殊菩薩像、左に普賢菩薩像が描かれ、その下方に仏法を護持する十六羅漢像が釈迦を拝するように描かれている。

### 木造聖観世音菩薩立像
本堂に安置されている秘仏で、1975年（昭和50年）3月25日に市の文化財に指定。寄木造り。右足に重心をかけた立姿で顔は縦長、痩身だが優美な雰囲気を醸し、江戸時代の仏像の特色を有するため、江戸時代の作と見られている。毎年3月18日の縁日に限り開帳される。

## 交通アクセス
バス
- JR宇都宮駅西口から
  - 関東バス　［50］清住戸祭細谷線「清住町」下車、徒歩3分。

徒歩
- 東武宇都宮駅から徒歩15分